# Türk Traktör
Türk Traktör est une société turque créée en 1954, spécialisée dans la fabrication de tracteurs et de machines agricoles.
Elle produit des modèles Fiat Trattori depuis 1965 et fait partie de CNH Industrial.

## Histoire
- 29 juin 1954 - publication au Journal officiel turc de la création de l'entreprise publique Minneapolis Moline Türk Traktör ve Ziraat Makineleri A.S.
- 8 mars 1955 - sortie du premier tracteur agricole turc de l'usine Türk Traktör.
- 1956 - la production totale atteint 1 056 exemplaires.
- 1962 - la demande de tracteurs agricoles explose en Turquie, Türk Traktör voit sa production augmenter de 50 %. Au cours du second semestre, elle débute la fabrication sous licence de tracteurs agricoles Fiat Trattori.
- 16 mai 1963 - un contrat de coopération signé entre Fiat Trattori et Türk Traktör permet d'augmenter la gamme de modèles et la production croit de 30 %. Les tracteurs agricoles de marque Fiat sont commercialisés en Turquie par le réseau de la société Egemak, qui importe les modèles Fiat d'Italie et d'Amérique du Sud et commercialise aussi les modèles fabriqués en Turquie.
- 1965 - Türk Traktör, qui ne produit que des modèles Fiat sous licence, fait évoluer sa marque commerciale de Fiat Türk à Türk Fiat.
- 1967 - Internazionale Holding Fiat entre au capital de Türk Traktör à hauteur de 30 %.
- 1977 - la production globale de tracteurs agricoles de Türk Traktör atteint les 100 000 exemplaires.
- 1979 - Türk Traktör fête ses 25 ans et exporte pour la première fois de son histoire 300 tracteurs Fiat 480 au Pakistan.
- 1984 - Türk Traktör devient le leader de la production et des ventes de machines agricoles en Turquie avec 18 813 machines produites.
- 1988 - l'actionnaire principal, Fiat Trattori, devient Fiat Geotech SpA. Des modèles fabriqués par Türk Traktör sont exportés vers l'Italie.
- 1992 - la société Türk Traktör est privatisée à 100 % le 12 septembre. Le groupe Koç reprend la participation de l'État turc dans le constructeur. Le groupe Koç et Fiat se connaissent depuis longtemps, ils ont créé ensemble la marque Tofas pour la fabrication de voitures Fiat en Turquie en 1974. Chacun des deux actionnaires majoritaires dispose de 37,5 % du capital, le reste est coté en bourse (indice ISE-100 de la bourse d'Istanbul).